# Charlotte Lewis

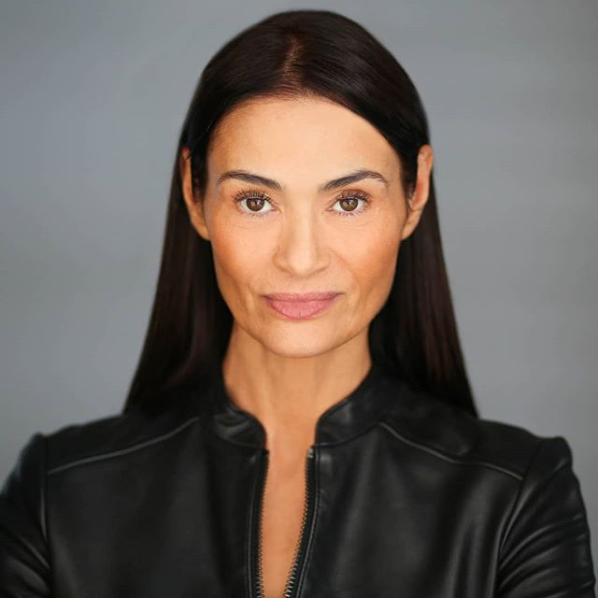
Charlotte Lewis, 2018

Charlotte Lewis (* 7. August 1967 in London) ist eine britische Schauspielerin.

## Film
Lewis gab ihr Schauspieldebüt bereits als Kind in einem kleinen Part der Fernsehserie Grange Hill, ehe ihr als 17-jährige Schauspielerin mit der Verkörperung der María-Dolores de la Jenya de la Calde in Roman Polańskis Piraten ein Achtungserfolg gelang. Diese Filmrolle verdankte sie Polańskis damaliger Lebensgefährtin, mit der sie befreundet war. Dieser Film ebnete ihr den Weg nach Hollywood, so dass noch im selben Jahr der Abenteuerfilm Auf der Suche nach dem goldenen Kind mit Eddie Murphy produziert werden konnte. Spätere Filme, in denen sie mitspielte, sind Tripwire (1990) und Storyville (1992), Men of War (1994) und zuletzt der Film Hey DJ (2003).

## Persönliches
Lewis’ Mutter ist irischer, ihr Vater irakischer Herkunft.
Nach ersten Filmen zog sich Lewis vorübergehend ins Privatleben zurück, um sich ihrer Mutter zu widmen.
Im Juli 1993 erschien mit ihr eine Akt-Bilderstrecke im Playboy. Nach einer „schöpferischen Pause“ ab 1995, in der sie keine Filme drehte, spielte sie wieder in Film- und Fernsehproduktionen mit, konnte aber nicht mehr an ihren Erfolg zu Beginn ihrer Karriere anknüpfen. 2004 wurde sie Mutter eines Sohnes. Beide leben in London.
Anfang März 2024 strengte Lewis in Paris einen Verleumdungsprozess gegen Roman Polański an, in dem es indirekt um Vorwürfe sexueller Gewalt ging. Im Jahr 2010 hatte sie dem Filmemacher vorgeworfen, sie als 16-jähriges Model in Paris vergewaltigt zu haben. Daraufhin habe sie eine Essstörung entwickelt. Eine Klage hatte Lewis 2010 nicht eingereicht, da sie von einer Verjährung der Tat ausgegangen war. In einem Interview im Jahr 2019 hatte Polański ihre Aussagen als „gemeine Lüge“ kommentiert und dies mit einem Auszug aus einem Interview mit der News of the World aus dem Jahr 1999 begründet. Darin war Lewis zitiert worden, dass sie Polanski selbst verführt habe. Das britische Boulevardblatt soll ihr für die Exklusivrechte 30.000 Pfund gezahlt haben. Monate nach der Äußerung Polańskis hatte Lewis Klage eingereicht. Sie hatte angegeben, den News of the World-Artikel nie gelesen zu haben und falsch zitiert worden zu sein. Polański wurde in diesem Verleumdungsprozess freigesprochen.

## Filmografie (Auswahl)

### Kino
- 1986: Piraten (Pirates)
- 1986: Auf der Suche nach dem goldenen Kind (The Golden Child)
- 1988: Dial:Help (Minaccia d’amore) – Regie: Ruggero Deodato
- 1990: Tripwire – Regie: James Lemmo
- 1992: Storyville – Tödliche Intrigen (Storyville) – Regie: Mark Frost
- 1993: Excessive Force – Im Sumpf der Gewalt (Excessive Force) – Regie: Jon Hess
- 1994: Lipstick Camera – Regie: Mike Bonifer
- 1994: Men of War
- 1994: Nosferatu – Vampirische Leidenschaft (Embrace of the Vampire)
- 1995: Decoy – Tödlicher Auftrag (Decoy)
- 1996: Der Glaskäfig (The Glass Cage) – Regie: Michael Schroeder
- 1996: Navajo Blues – Fährte des Todes (Navajo Blues) – Regie: Joey Travolta
- 1997: Every Dog Has Its Day – Regie: Marc Chiat
- 1997: Schön und raffiniert (Mutual Needs) – Regie: Robert Angelo
- 2003: Henry X – Regie: Marc Lempert
- 2003: Hey DJ – Regie: Migel Delgado
- 2019: Lost Angelas – Regie: William Wayne

### Fernsehen
- 1988: Crime Story – Folge: Femme Fatale
- 1991: Gestrandet auf Luahana (Bare Essentials)
- 1992: Farben des Todes (Sketch Artist)
- 1999: Raven – Die Unsterbliche (Highlander: The Raven)